# Semiothisa rigidata
Semiothisa rigidata là một loài bướm đêm trong họ Geometridae.